# Константынув (Люблинское воеводство)
Константынув (пол. Konstantynów) — деревня в Бяльском повете Люблинского воеводства Польши. Административный центр гмины Константынув. По данным переписи 2011 года, в деревне проживало 1519 человек.

## География
Деревня расположена на востоке Польши, на левом берегу реки Чижувки, на расстоянии приблизительно 20 километров к северу от города Бяла-Подляска, административного центра повета. Абсолютная высота — 153 метра над уровнем моря. Через населённый пункт проходят региональные автодороги 698 и 811.

## История
Первое упоминание о населённом пункте относится к 1452 году. Первоначально деревня называлась Козерады (Kozierady). В 1616 году была куплена магнатом Станиславом Варшицким. В 1700 году Козедары перешли в собственность графа Кароля Юлиуша Седльницкого. В 1729 году его сын Кароль Юзеф Седльницкий переименовал деревню в Константынув в честь своей жены Констанции, урождённой Браницкой. В том же году Константынув получил статус города. В 1744 году Седлицкий построил сохранившийся поныне дворец в стиле саксонского барокко, окружённый парком.
В 1870 году утратил статус города. Согласно «Справочной книжке Седлецкой губернии на 1875 год» посад Константинов входил в состав гмины Заканале Константиновского уезда Седлецкой губернии. В 1912 году Константиновский уезд был передан в состав новообразованной Холмской губернии. Население посада того периода составляло около 8000 человек. Имелись паровая мельница и винокуренный завод. Велось обширное лесное хозяйство.
В 1975—1998 годах деревня входила в состав Бяльскоподляского воеводства.

## Население
Демографическая структура по состоянию на 31 марта 2011 года:
|         | Всего | До трудоспособного возраста | Трудоспособного возраста | Старше трудоспособного возраста |
| ------- | ----- | --------------------------- | ------------------------ | ------------------------------- |
| Мужчины | 736   | 156                         | 517                      | 63                              |
| Женщины | 783   | 157                         | 469                      | 157                             |
| Всего   | 1519  | 313                         | 986                      | 220                             |